# Vicente Risco
Vicente Martínez Risco y Agüero (Ourense, 1 d'octubre de 1884 - 30 d'abril de 1963) fou un intel·lectual gallec del segle xx, membre del grup Nós. Una de les figures més importants i complexes de la història de la literatura gallega. Procedent d'una família acomodada, d'un gran nivell cultural, l'aportació del qual a la literatura gallega va conformar les bases del nacionalisme gallec i de la nova narrativa gallega.

## Primers anys

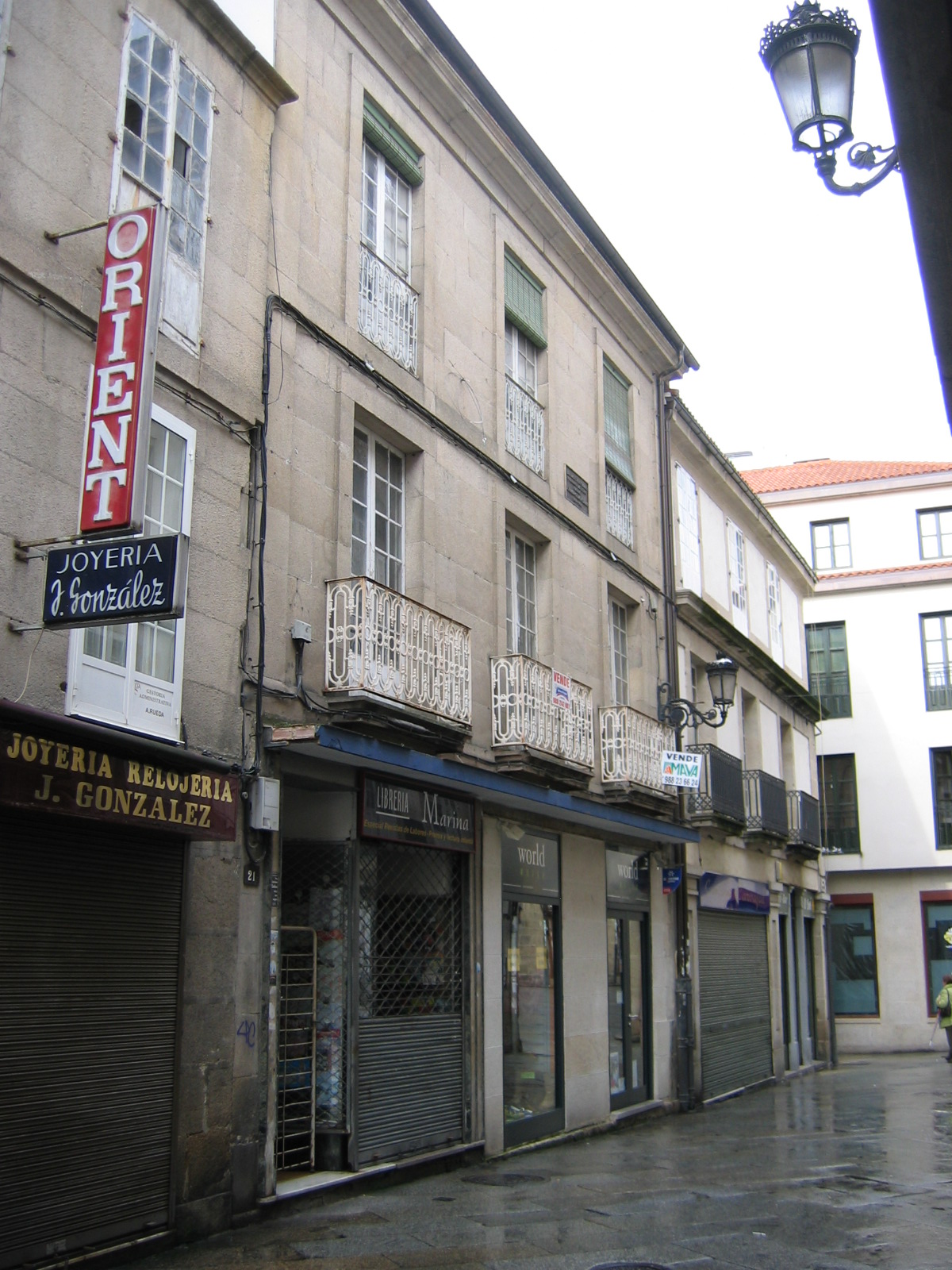
Casa natal de Vicente Risco a Ourense

Fill d'un funcionari d'Hisenda, Risco va ser un nen de salut delicada, amic des de la infància de Ramón Otero Pedrayo, en 1899 acaba el batxillerat. Va estudiar dret per lliure en la Universitat de Santiago de Compostel·la, es va llicenciar en 1906 i ingressàa en el cos de funcionaris d'Hisenda, amb destinació a Ourense. En aquests anys participa en la tertúlia que dirigiria Marcelo Macías en la Comissió de Monuments, en la qual s'ajuntaven intel·lectuals com Julio Alonso Cuevillas o Arturo Vázquez Núñez i que va influir en la vocació literària de Risco. Les lectures dels decadentistes francesos i anglesos el posen en contacte amb l'ocultisme i l'orientalisme, estudiant el budisme i afiliant-se al teosofisme.
En 1910 Risco entra en la redacció del periòdic local, El Miño, en el qual escriu articles filosòfics i d'actualitat amb els pseudònims de Rujú Sahib i Polichinela i literaris amb el seu propi nom. Admirador de Rabindranath Tagore el dona a conèixer en els cercles d'Ourense. Al febrer de 1912 Risco coneix a Castelao i plasma un dels seus discursos a El Miño, però Risco es mantindrà encara lluny del moviment galleguista. En 1913 va a Madrid per a estudiar magisteri, allí serà alumne de José Ortega y Gasset, tracta a Ramón Gómez de la Serna i Luis de Hoyos Sáinz i retorna al catolicisme. En 1916 acabats els seus estudis retorna a Ourense com a catedràtic d'història de l'Escola Normal. En 1917 funda amb Arturo Noguerol Buján la revista literària La Centuria, que es convertirà en un antecedent, per la gent que col·labora en ella, de la revista Nós.

## Descobriment del galleguisme
A la fi de 1917 Vicente Risco entra a les Irmandades da Fala sota la influència d'Antón Losada Diéguez, el 18 de desembre de 1917 pronuncià el seu primer discurs en gallec, en un acte de suport a Francesc Cambó, en la campanya per a les eleccions parlamentàries de 1918. Risco amb el grup d'Ourense participa en nombroses trobades en el districte de Celanova, encara que no s'assoleixen bons resultats l'experiència li serveix com a estímul. Al juliol de 1918 surt l'últim dels set nombres de La Centúria i Risco comença a col·laborar en A Nosa Terra, Risco s'esforçarà per donar-li un nou impuls a la literatura gallega amb articles sobre Arthur Rimbaud, Paul Verlaine, Apollinare o Omar Khayyam. En poc temps Risco es converteix en l'ideòleg i capdavanter del nacionalisme gallec, i ja al novembre de 1918 té una actuació destacada en la Primera Asemblea Nacionalista. En 1920 publica el llibre Teoria do nacionalismo galego, considerat el text fundacional del nacionalisme gallec, ja en 1918 havia publicat un article amb el mateix nom, on ja s'esbossaven les idees que ara recopila en el llibre, Risco recull el llegat de Murguía (de qui publicarà una biografia en 1933) i ho combina amb l'irracionalisme filosòfic, el determinisme geogràfic, el neotradicionalisme i l'etnografia, i defineix una nació com un fet natural basat en la terra, la raça, la llengua, l'organització social, la mentalitat i el sentiment. Afirma la pertinença de Galícia a la civilització atlàntica i cèltica. En 1920 apareix la revista Nós, hereva de La Centúria. Risco hi va escriure més de 100 col·laboracions fins al seu tancament el juliol de 1936, i des d'ella es renovarà la literatura gallega. Risco també dirigeix la secció d'etnografía del Seminario de Estudos Galegos.
En 1922 contreu matrimoni amb María Carme Fernández Gómez, procedent de la petita burgesia d'Allariz, en 1923 té la seva primera filla, que morirà en 1926. En 1923 neix Antón Risco. Risco recolza en un primer moment la Dictadura de Miguel Primo de Rivera, la considera una oportunitat per a desmuntar el sistema caciquil i accepta un lloc de diputat provincial a Ourense pensant en una possible instauració d'una mancomunitat com a Catalunya. Després de la ruptura amb la Irmandade da Fala da Coruña i A Nosa Terra Risco escriu per a Rexurdimento, l'òrgan de la Irmandade Nazonalista Galega, encara que al cap de poc reprèn les seves col·laboracions en ANT, que tractaran sobre temes culturals, només el 1928 torna a escriure sobre temes polítics per a demanar el retorn al sistema parlamentari.
L'abril del 1930 marxa a Berlín per a seguir un curs de etnografía a la Universitat de Berlín, els quatre mesos que passa en Alemanya el marquen ideològicament cap a un pensament més conservador i catòlic, Risco va escriure les cròniques del seu periple europeu en unes cròniques per a ANT que posteriorment recolliria en el llibre Mittleuropa (1934).

## Segona República

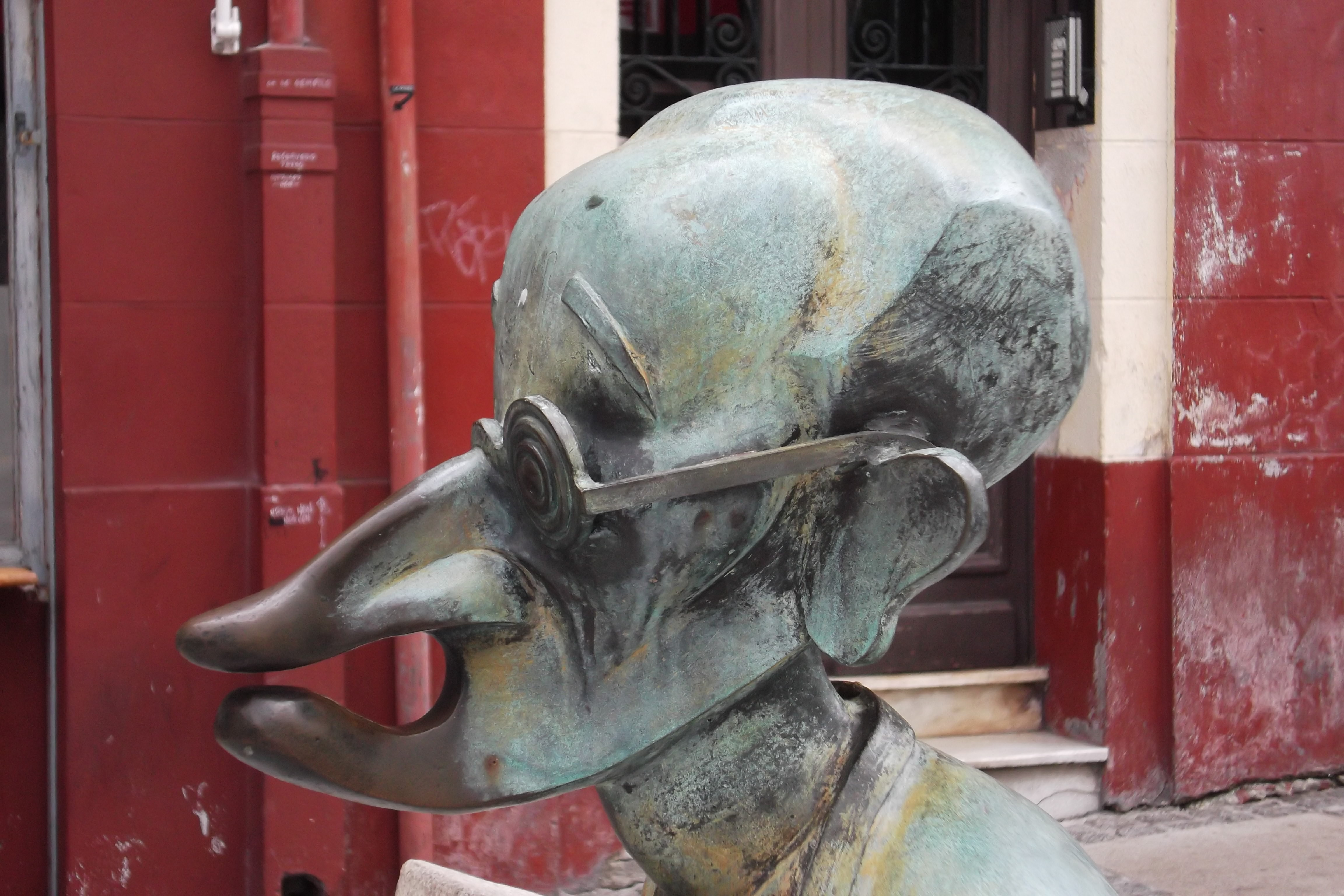
Bust de Risco a la "Praza do Humor", La Corunya.

En la VI Asemblea Nacionalista (La Corunya, 1930) Risco es va mostrar partidari de la conversió de les Irmandades da Fala en un partit polític, i amb vista a les eleccions a les Corts Constituents de 1931 va fundar amb Ramón Otero Pedrayo el Partido Nazonalista Repubricán de Ourense. Otero Pedrayo va obtenir l'acta de diputat, però Risco, amb 19.615 vots, va quedar fora de les Corts, el que seria el començament de la pèrdua d'influència en el si del galleguisme en favor de Pedrayo i Castelao. El 25 d'octubre de 1931 va encapçalar un grup de galleguistes que van publicar un manifest d'afirmació catòlica, contra del que consideraven una persecució de l'Església Catòlica pel règim republicà. Malgrat ser escollit com a membre del Consell Executiu en la I Assemblea del Partit Galleguista, va estar en conflicte permanent amb el partit a causa de la seva falta d'interès per la política activa, el seu escàs entusiasme per la democràcia, i al seu rebuig de qualsevol col·laboració amb l'esquerra. En 1933 va publicar Nós, os inadaptados, on va mostrar la seva concepció cíclica i espiritual de la història. En la III Assemblea del PG (octubre de 1935), Risco va acceptar la col·laboració puntual amb l'esquerra, per a evitar el desmembrament del PG. El gener de 1935 va publicar un article al Heraldo de Galicia, en el qual va fer una crida per a reconquistar Galícia per a Déu, i en un enfrontament obert amb els dirigents del seu partit no va assistir a la IV Assemblea del PG a Monforte de Lemos, en la qual es van ratificar els acords amb l'esquerra. En l'Assemblea Extraordinària de Santiago de febrer de 1936 en el qual el PG es va sumar al Front Popular, Risco es va unir al grup de galleguistes de dreta, el maig de 1935 va crear la Dereita Galeguista de Pontevedra i va sortir del PG per a dirigir la Dereita Galeguista.
El 13 de juny de 1936, quan va començar la campanya per l'Estatut d'Autonomia de Galícia, Risco va fer campanya activa a favor del sí, però no li agradava la situació política que considerava un perill per a l'Església Catòlica i quan es va produir la revolta de l'exèrcit el juliol de 1936, Risco va callar a pesar de l'assassinat o empresonament de molts dels seus amics i companys galleguistes. El 30 d'agost de 1936 Risco va participar com a director de l'Escola Normal d'Ourense en la reposició solemne del crucifix en l'escola organitzat per les autoritats franquistes. Des de 1937 va dirigir Misión, cofundat amb Otero Pedrayo. Però des de 1938 va començar a col·laborar amb La Región amb articles al servei dels revoltats, consumant-se el que els seus antics companys a l'exili van considerar una traïció als ideals galleguistes, simbolitzada en la frase que Castelao va deixar en Sempre en Galiza: "dicía Risco, cando Risco era alguén".

## Franquisme
En 1940 publica el treball etnogràfic El fin del mundo en la tradición popular gallega i en 1944 el llibre Historia de los judíos desde la destrucción del Templo. Resideix durant un temps a Pamplona i col·labora amb El Pueblo Navarro; en 1945 es trasllada a Madrid, on col·labora amb El Español, Pueblo i La Estafeta Literaria i publica en 1947 Satanàs. Biografia del Diablo. Torna a Ourense en 1948. Gràcies als esforços dels seus amics galleguistes Ramón Otero Pedrayo i Francisco Fernández del Riego, Risco torna a escriure en gallec en el seu estudi d'etnografia per a la Història de Galiza dirigida per Otero Pedrayo, en la traducció de la novel·la de Camilo José Cela, La família de Pascual Duarte, realitzada en 1951 i en el relat Sursumcorda (1957).
Però serà el castellà la llengua que utilitza en el número 2 de Grial i en la resta de la seva producció literària, entre la qual destaca La puerta de paja, que va ser finalista del Premi Nadal 1952, i que publica en 1953 amb gran èxit de crítica. Escriu també La tiara de Saitaphernes, Gamalandafa i La verídica historia del niño de dos cabezas de Promonta, que queden inèdites per falta d'editors interessats. Risco es jubila en 1954, però continua publicant treballs d'etnografia en la premsa gallega. En 1961 publica Leria, recopilació de texts d'abans de la guerra civil espanyola. Risco morí el 30 d'abril 1963 en el seu llit a Ourense, uns dies després que el govern franquista li concedís la Medalla d'Alfonso X.

## Ideologia
El pensament polític de Risco es basa en la crítica romàntica a la modernitat, considerada com a decadència i abandó de les formes de vida més pures i legítimes, al mateix temps que exalta la irracionalitat, el misticisme i la religiositat popular, per això mateix rebutjarà la literatura realista. Risco també menysprea la civilització mediterrània i defensa el celtisme i atlanticisme, per això mirarà Portugal i especialment Irlanda pel seu catolicisme i per la lluita victoriosa contra l'imperialisme anglès. La Galícia veritable és la tradicional, la dels llauradors i mariners, i aquesta és la Galícia en la qual es guarda l'essència de la raça, el sentiment religiós de la Terra.

## Obra literària
La totalitat de l'obra literària de Risco va ser un trassumpte del seu pensament filosòfic i polític. El seu primer text literari és el relat breu Do caso que lle aconteceu o Dr. Alveiros, centrat en el tema de l'esoterisme i la màgia. Les següents obres de Risco van estar basades en llegendes i tradicions populars, O lobo da xente (1923) i A traba de ouro i a trabe de àlquitrán (1925). De 1926 és el quadre dramàtic, A Coutada centrat en el sentiment de la terra i del retorn als orígens, als avantpassats. En 1927 va publicar en Nós alguns capítols d'una novel·la que no acabaria, Os europeus en Abrantes, una sàtira contra alguns coneguts de la intel·lectualitat d'Ourense. La seva única novel·la, O porco de pé, mostra la seva concepció espiritual de la història, contrària al materialisme i al món modern. De 1928 és l'obra de teatre O bufón del-Rei.

## Obres
- O Porco de Pé
- A trabe de ouro e a trabe de alquitrán
- Nós, os inadaptados, 1933
- O lobo da xente, 1925
- A coutada, 1926
- O bufón d'el rei, 1928
- Nós, os inadapatados, teatre de caràcter galleguista
- Mittleuropa, assagis sobre les seves vivències al Centre d'Europa.